# دارفور جنوبی
دارفور جنوبی یکی از ۱۵ ایالت کشور سودان است.

## جغرافیا
مرکز آن شهر نیاله است.
دارفور جنوبی به همراه دو ایالت دیگر منطقه دارفور در غرب سودان را تشکیل می‌دهند.
مساحت دارفور جنوبی ۱۲۷،۳۰۰ کیلومتر مربع است و جمعیتی در حدود ۲،۷۰۰،۰۰۰ (برآورد ۲۰۰۰) دارد.

## جستارهای وابسته

ایالت جزیره سودان